# Treptower Park (station)
Treptower Park  (Bahnhof Berlin Treptower Park) är en station för Berlins pendeltåg på Berlins ringbana samt Görlitzerbahn.  Den ligger i stadsdelen Alt-Treptow i stadsdelsområdet Treptow-Köpenick, intill parken Treptower Park.  
Stationen uppfördes 1875 och är bytesstation mellan ringlinjen och linjerna mot sydöstra Berlin på Görlitzerbahn.  Omkring 50 000 passagerare använder stationen varje dag. I och med byggandet av Berlinmuren 1961 avbröts förbindelsen till Västberlin och tåg på väg söderut dirigerades uteslutande till Görlitzer Bahn. 

## Bilder

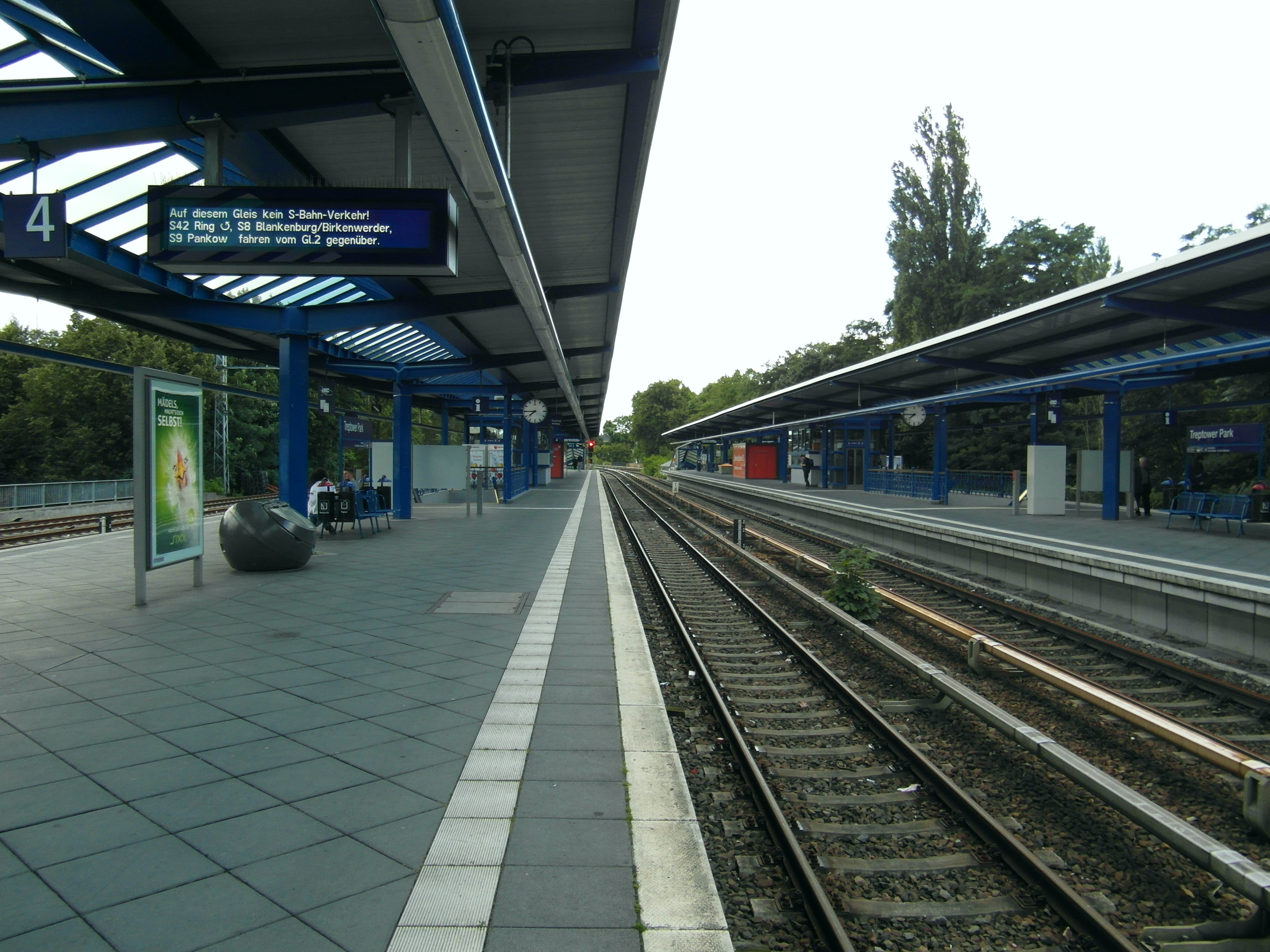
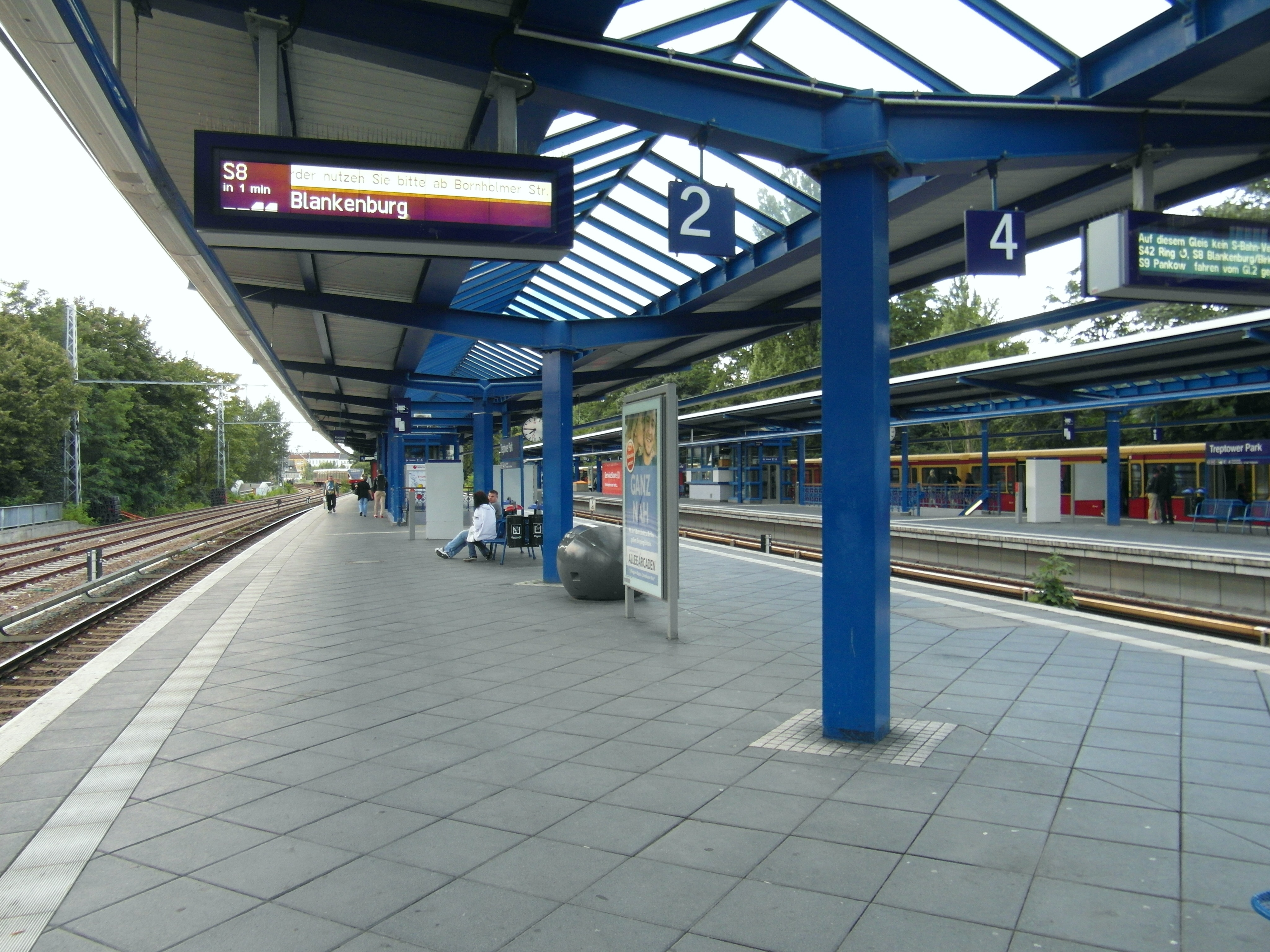
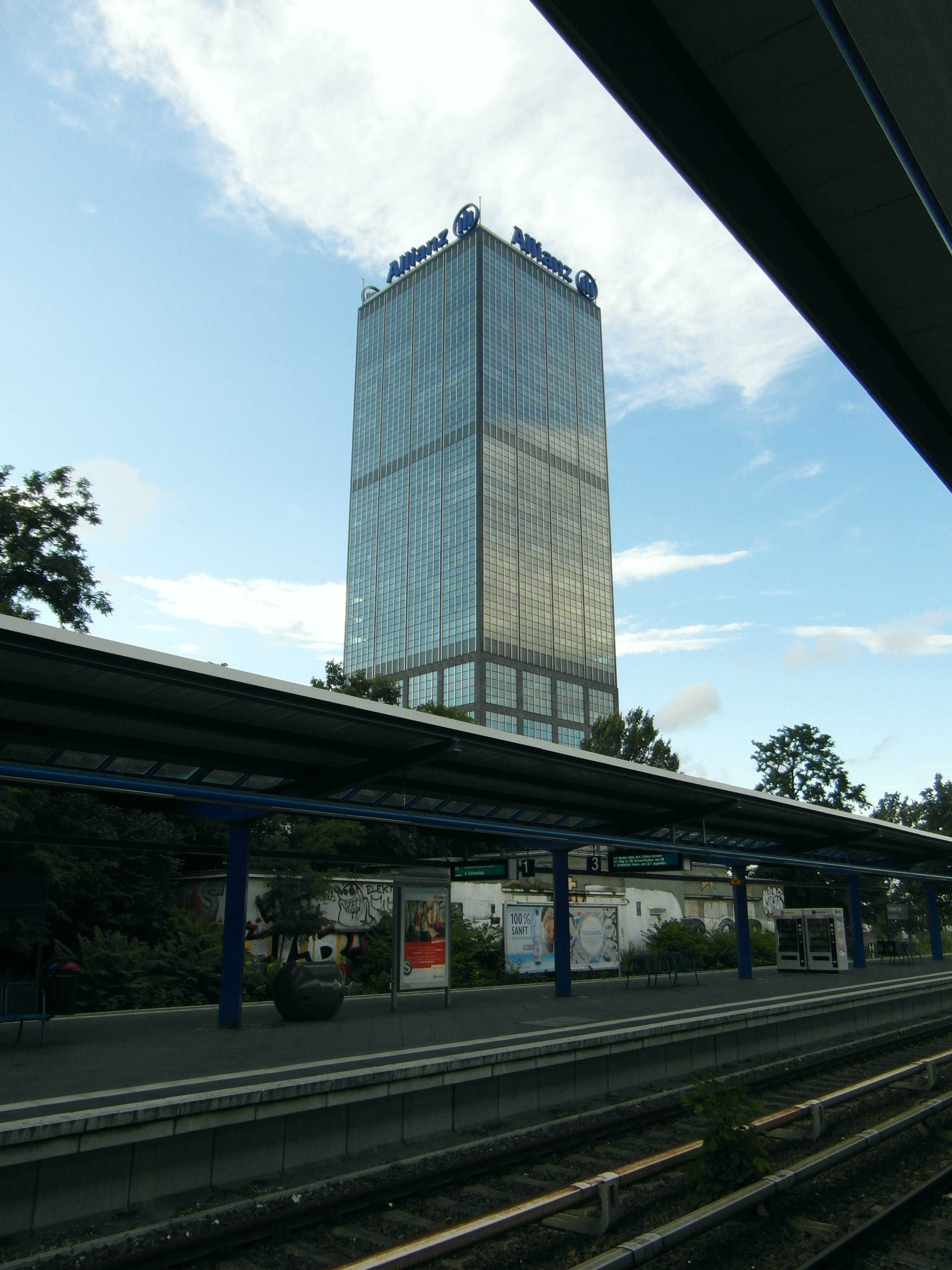
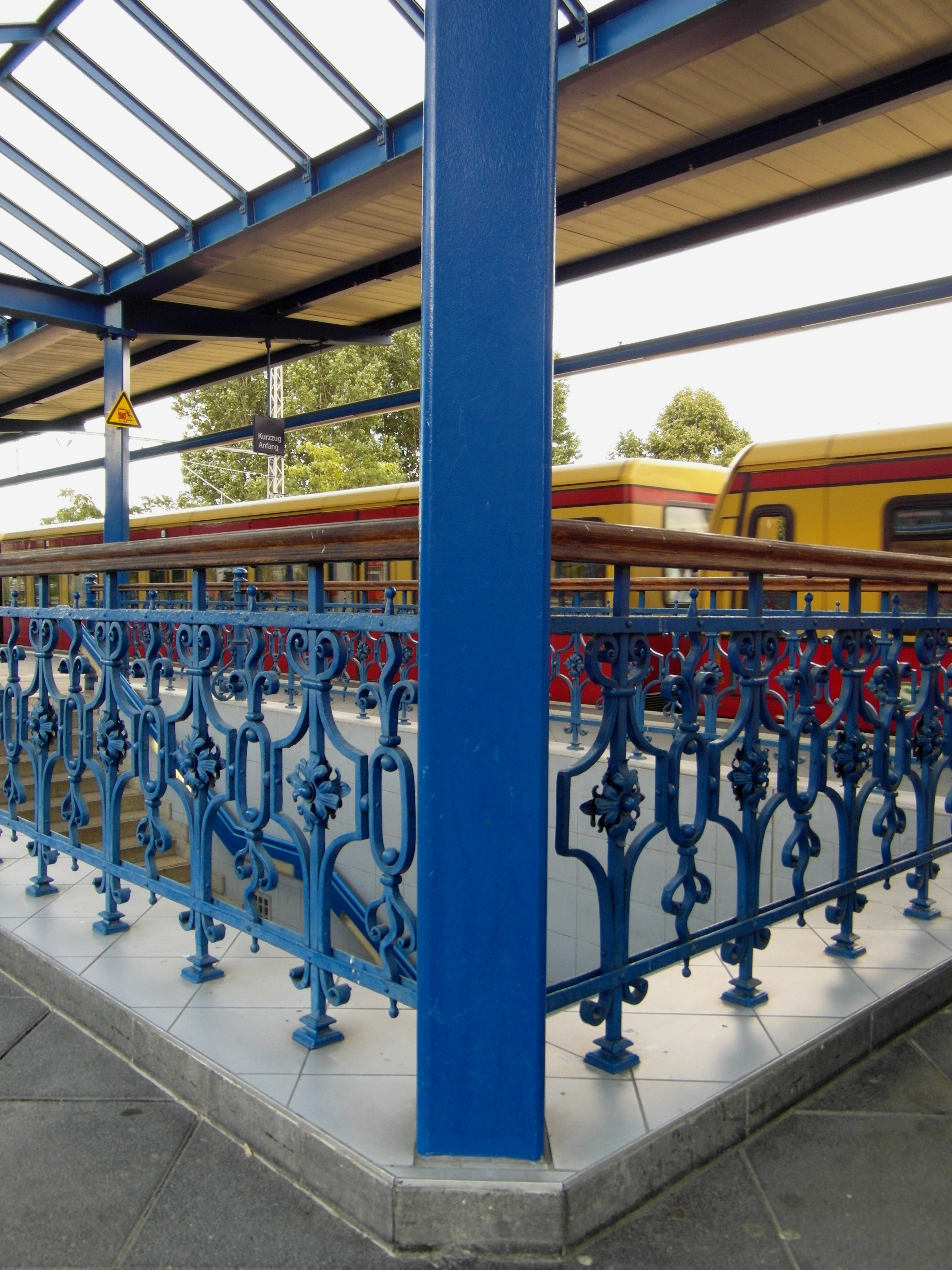